# N377 (België)
De N377 is een gewestweg en expresweg in België tussen Jabbeke (N367) en het kruispunt "vijfwegen" met de N9, richting Vlissegem. De weg heeft een lengte van ongeveer 5.2 kilometer.
Tussen de A10 E40 en de N9 bestaat vrijwel de gehele weg uit 2x2 rijstroken. Dit gedeelte is het expresweg gedeelte. 
Het stuk in Jabbeke tussen de N367 en de A10 E40 bestaat uit twee rijstroken voor beide rijrichtingen samen.

## N377a
De N377a is een 4,3 kilometer lange aftakking van de N377 in Stalhille. De weg gaat dwars door het dorp heen, terwijl de N377 langs het dorp gaat.

## N377b
De N377b is een 1,1 kilometer lange verbindingsweg tussen de N377 en het treinstation Jabbeke. De weg bestaat uit twee gedeeltes, alleen voetgangers kunnen de weg in één keer belopen. Het zuidelijke gedeelte gaat vanaf de rotonde bij de toerit naar de A10 E40 in een rechte lijn via de Stationsstraat naar het station toe. Het noordelijke gedeelte van de weg gaat vanaf het station via de Stationstraat en Duikerstraat naar de N377 toe.